# NGC 3423
NGC 3423 ist eine Spiralgalaxie mit aktivem Galaxienkern vom Hubble-Typ Sc im Sternbild Sextant südlich des Himmelsäquators. Sie ist schätzungsweise 39 Millionen Lichtjahre von der Milchstraße entfernt und hat einen Durchmesser von etwa 45.000 Lichtjahren.

Im selben Himmelsareal befinden sich u. a. die Galaxien NGC 3376 und NGC 3401.
Das Objekt wurde am 23. Februar 1784 von William Herschel entdeckt.